# Psicología del comer carne
La psicología del comer carne es un área de estudio compleja que ilustra la confluencia del consumo de carne con la moralidad, las emociones, la cognición y los rasgos de personalidad de los individuos. Las investigaciones sobre los factores psicológicos y culturales que influyen en el consumo de carne sugieren que tendría correlaciones con la masculinidad, el apoyo a los valores jerárquicos y una menor apertura al cambio. El comer carne ha sido usado por la psicología moral como caso de estudio para aclarar teorías sobre la disonancia cognitiva y la disociación moral, debido a que el consumo de la carne es una práctica común pero a veces es asociada con la ambivalencia. La investigación sobre la psicología del consumidor de carne es relevante tanto para la mercadotecnia de la industria cárnica como para quienes defienden la reducción de su consumo.

## Psicología del consumidor

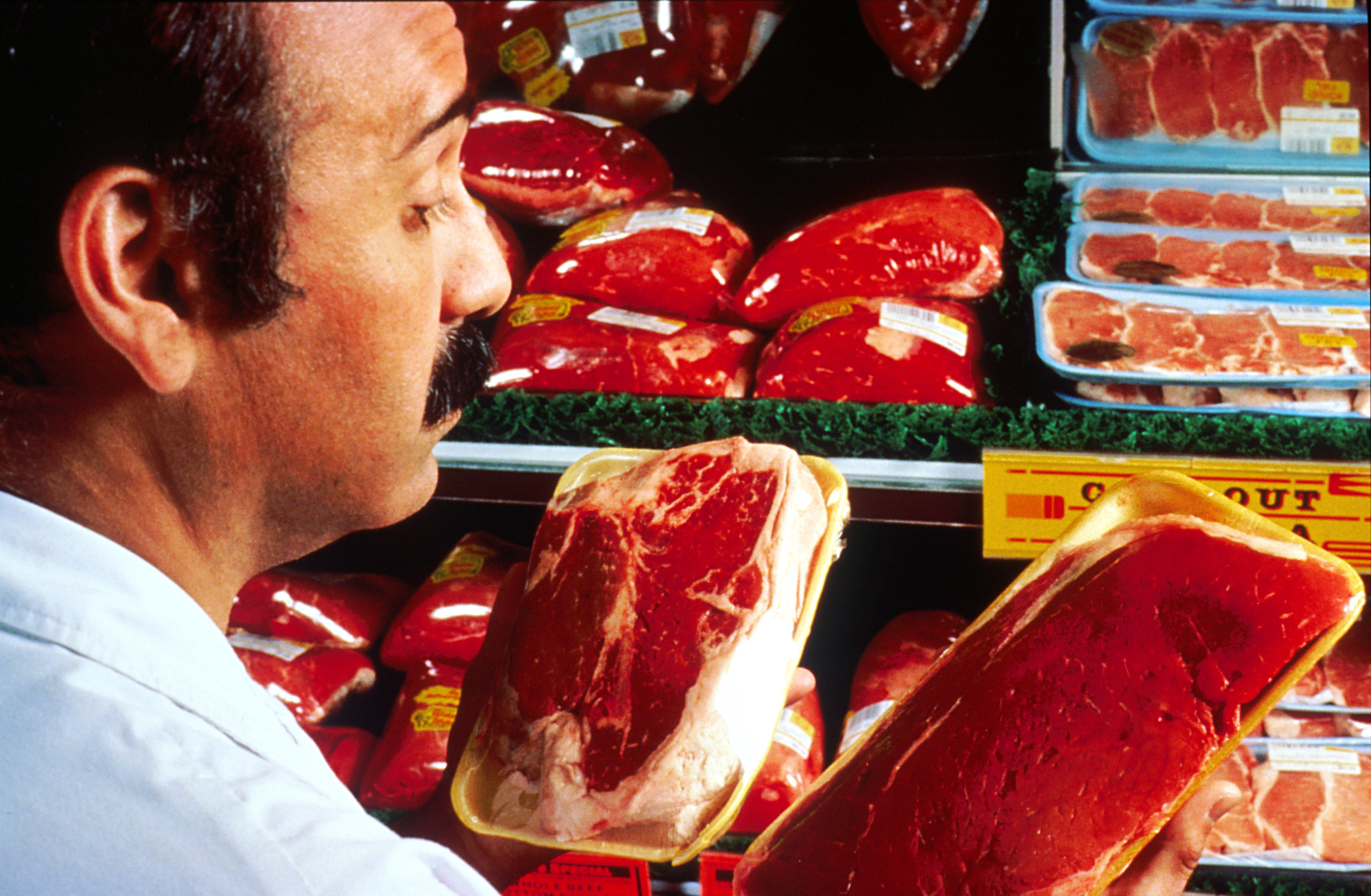
Muchos factores afectan las elecciones del consumidor acerca de la carne, incluyendo el precio, la apariencia y su fuente

La carne es un importante alimento humano y es altamente preferido. Las actitudes de los individuos hacia la carne son de interés para quienes estudian la psicología de sus consumidores, para la industria de la carne y para los defensores de la reducción de su consumo. A esas actitudes les pueden afectar los precios, la salud, el gusto y la ética. La percepción de la carne en relación con estos temas afecta su consumo.
La carne tradicionalmente es un alimento de alto estatus. A menudo es asociada con tradiciones culturales; tiene una fuerte connotación positiva en la mayor parte del mundo. Sin embargo a veces su imagen es negativa entre los consumidores, en parte debido a su relación con el sacrificio animal, la muerte y la sangre. Asociar más fuertemente esas ideas puede reducir la sensación de placer al comer carne e incrementar la repugnancia hacia ella, lo que conlleva a una reducción de su consumo. En occidente esos efectos particularmente han demostrado ser verdad entre las mujeres jóvenes. Las asociaciones negativas pueden causar que los consumidores de carne solo la hagan menos perceptible en sus dietas, por ejemplo incorporándola como ingrediente dentro de un platillo más elaborado, en vez de reducir o eliminar su consumo. Se ha sugerido que esto es el resultado de una desconexión entre los papeles de los individuos como consumidores y como ciudadanos.
Las actitudes implícitas hacia la carne varían significativamente entre las personas omnívoras y las vegetarianas. Los omnívoras sostienen un punto de vista mucho más positivo hacia la carne, mientras que los vegetarianos pueden expresar repugnancia y/o nostalgia por la idea de comerla.
El comportamiento del consumidor hacia la carne puede modelarse distinguiendo entre los efectos de los factores intrínsecos —propiedades físicas del producto en sí (como el color, el olor o la forma)— y los extrínsecos —todos lo demás, incluyendo el precio y la marca—.

### Factores intrínsecos
El sabor y la textura se autopresentan importantes en las elecciones de comida, aunque pueden no reflejar con precisión el comportamiento del consumidor. Los consumidores describen a la carne como  «fibrosa», «tierna» y «rica». En el Reino Unido, tradicionalmente se considera que la carne sabe bien. La gente experimenta el sabor y la textura de la carne en muchas maneras distintas, con variaciones por edad, género y cultura. La ternura es tal vez el más importante de todos los factores que impactan en la calidad del comer carne, siendo otros el sabor, lo jugoso y la suculencia.
La apariencia visual es una de las señales primarias que usan los consumidores para evaluar la calidad de la carne en sus puntos de venta y para seleccionar carnes. El color es una de las características más importantes en este contexto. Diferentes tradiciones culturales llevan a los consumidores a preferir diferentes colores: en algunos países se prefiere en general el cerdo más oscuro, en algunos más claro y en otros no hay una preferencia clara.
El contenido visible de grasa y el marmoleo son también importantes señales de calidad. Los consumidores como conjunto tienden a preferir carne de vaca y de cerdo más magra, aunque existen variaciones significativas en distintas regiones geográficas. El marmoleo es importante para algunos consumidores pero no para otros, y en cuanto al contenido de grasa más en términos generales, las preferencias por el veteado varían por región.

### Factores extrínsecos
El precio es un factor extrínseco importante que puede afectar las elecciones de los consumidores respecto de la carne. Las preocupaciones sobre los precios pueden inducirles a elegir entre diferentes carnes o a evitarlas por completo.
Los problemas de salud también son relevantes para estas elecciones. El riesgo percibido de contaminación de alimentos puede afectar sus actitudes hacia la carne como los miedos relacionados con esta luego de la enfermedad de la vaca loca o la gripe aviar. Las retiradas de productos relacionados con la seguridad pueden afectar la demanda de carne. Las personas pueden reducir o eliminar la carne de sus dietas por haber percibido beneficios en la salud. Las consideraciones sobre la salud pueden motivar tanto a quienes comen carne como a quienes practican el vegetarianismo. Las dietas sin carne en adolescentes pueden ser una forma de ocultar trastornos alimenticios, aunque el vegetarianismo no necesariamente aumenta el riesgo de trastornos alimentarios.
La investigación sugiere que los consumidores tienden a preferir las carnes con origen en su propio país por sobre las importadas, en parte debido al hecho de que las carnes domésticas se perciben como de mayor calidad. Este efecto también puede reflejar el etnocentrismo o el patriotismo de los consumidores. La importancia del país de origen de la carne varía de un país a otro.
Las creencias y actitudes sobre las preocupaciones ambientales y de bienestar animal pueden afectar el consumo de carne. En el mundo desarrollado quienes consumen pueden estar dispuestos a pagar un poco más por carne producida de acuerdo con estándares de bienestar animal más altos, aunque las preocupaciones ambientales y de bienestar usualmente se consideran menos importantes que atributos más directamente relacionados con la calidad de la carne, como su apariencia. Un estudio escocés de 2001 descubrió que aunque los participantes se preocupaban por el bienestar animal en general consideraban que el precio y la apariencia eran más importantes al comprar carne. Un estudio sobre consumidores holandeses encontró que hay tanto respuestas racionales como emocionales a preocupaciones ambientales y de otros tipos afectan la compra de carne orgánica.
Los patrones de consumo de carne también pueden ser influenciados por la familia, las amistades y las tradiciones de los individuos. Un estudio de patrones de alimentación británico encontró que la carne se asocia con tradiciones alimentarias positivas, como el asado dominical. Algunos consumidores solo compran carne que se ajusta a las prescripciones religiosas, como la carne halal. Se ha informado que la confianza de estos consumidores en las organizaciones de control de calidad y las relaciones individuales con los proveedores de carne afecta significativamente su comportamiento de compra.
Se espera que las tendencias recientes en ganadería, como la biotecnología, la cría en fábrica y la cría selectiva de animales para un crecimiento más rápido tengan un efecto continuo en la evolución de las actitudes de los consumidores hacia la carne.

## La paradoja de la carne
Uno de los temas que se examinan en la psicología del comer carne ha sido denominado paradoja de la carne: ¿cómo puede ser que a las personas les importen los animales, pero al mismo tiempo se los coman? Se puede crear una disonancia interna si las creencias y emociones de las personas no concuerdan con sus hábitos alimentarios, aunque no siempre se percibiría subjetivamente como un conflicto. Este aparente conflicto asociado a una práctica dietaria casi universal proporciona un útil caso de estudio para investigar las maneras en que las personas cambiarían su pensamiento moral para minimizar la incomodidad asociada con conflictos éticos.
La disonancia que surge de la paradoja de la carne genera un estado interpersonal negativo que luego motiva al individuo a encontrar métodos para alivianarlo.
Estudios recientes en esta área sugieren que las personas pueden facilitar sus prácticas de consumo de carne atribuyéndoles menos inteligencia y capacidad de sufrimiento a los animales que consumen. El consumidor forma una imagen de estos animales que los clasifica como seres diferentes a los seres humanos, sin capacidad de pensar o sufrir, y disocia los productos de la industria de la carne de los animales de los que provienen.[cita requerida]

### Percepción de animales de carne

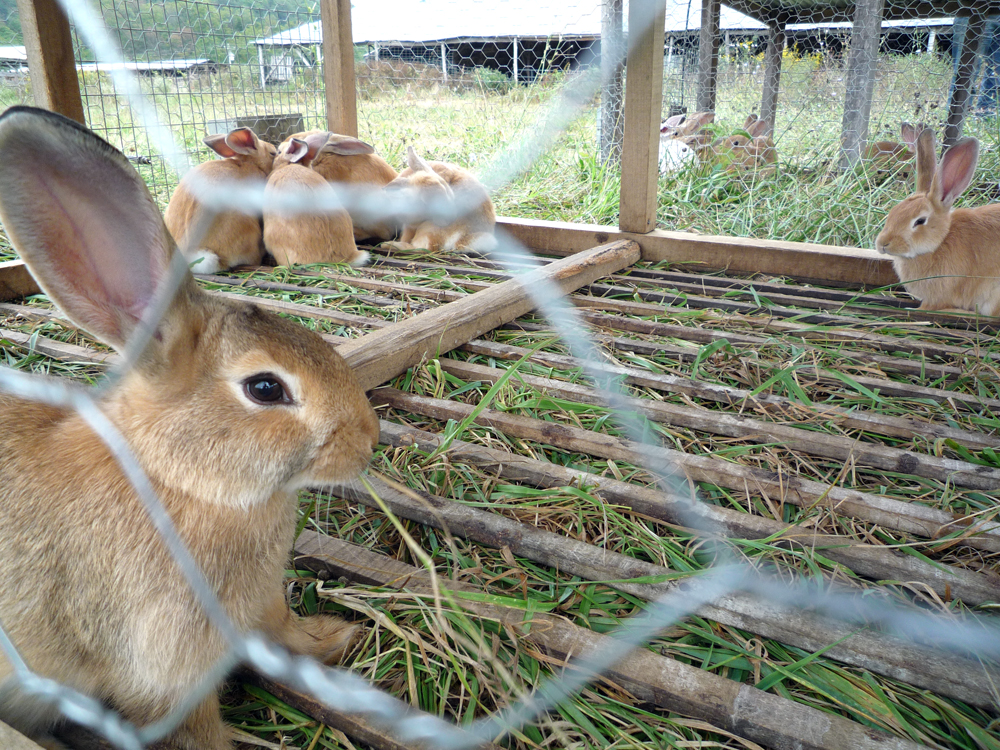
Ciertos estudios sugieren que el clasificar a los animales como alimento o mascotas afecta su inteligencia percibida y su posición moral.

Surgen conflictos éticos al comer animales si se considera que tienen estatus moral. Las percepciones de la moral de los animales varía mucho pero en parte son determinadas por percibir que los animales tienen mentes conscientes y que son capaces de experimentar dolor y su percibida similitud a los humanos. Algunos psicólogos sociales hipotetizan que las personas que comen carne pueden reducir la incomodidad asociada a la paradoja de la carne minimizando su percepción de estas cualidades moralmente relevantes en los animales, particularmente los animales que consideran comida, y varios estudios recientes apoyan esta hipótesis. Por ejemplo, se encontró que por simplemente estar clasificado dentro del grupo de animales para comida, a esos animales se les atribuye inmediatamente menos derechos morales.
Un estudio de 2010 asignó en forma aleatoria a estudiantes universitarios que coman charqui o castañas de cajú, luego juzgaran la importancia moral y cognitiva de una variedad de animales. Comparado con los estudiantes a los que les dieron castañas, quienes comieron charqui expresaron menos preocupación por los animales, y les asignaron a las vacas una habilidad disminuida de tener estados mentales que impliquen la capacidad de experimentar sufrimiento.
Estudios subsecuentes encontraron, similarmente, que las personas estaban más inclinadas a sentir que era apropiado matar animales para comida cuando percibían que los animales tenían capacidades mentales disminuidas, un descubrimiento replicado en muestras de los EE.UU., Canadá, Hong Kong e India; que, por el contrario, percibían que los animales desconocidos tenían menores capacidades mentales cuando se les decía que los usaban como comida y, una vez más, que comer carne hacía que los participantes atribuyeran menos habilidades mentales a los animales a corto y largo plazo.
Un análisis de 2014 sugirió que estos fenómenos pueden ser explicados como una serie de técnicas de reducción de disonancia usadas para reducir las emociones negativas asociadas con la paradoja de la carne, pero notó que la existencia de esas emociones no ha sido demostrada. Otro análisis de 2016 trazó una analogía entre el trabajo en la paradoja de la carne y la cosificación sexual al escribir que ambas prácticas incluyen percepciones estratégicamente cambiantes de otros cuando se piensa de estos como potenciales «recursos» (para carne o para sexo) y citando estudios recientes que sugieren que cosificar sexualmente a las personas indica una reducción en su humanidad percibida e importancia moral.

### Disociación y evitación
Varias estrategias propuestas para resolver la paradoja de la carne la disocian como producto alimenticio de los animales que la producen, o psicológicamente les distancian de sus procesos de producción. Aunque la preocupación por el bienestar animal aumentó en varios países, una tendencia a disociar la carne de su origen animal ha inclinado a evitar que esas preocupaciones influencien al comportamiento del consumidor.
En muchas culturas a la gente no le gusta que se le recuerde la conexión entre animales y carne, y tienden a «desanimalizar» a la carne cuando es necesario para reducir los sentimientos de culpa y asco. La carne en muchos países occidentales es a menudo empaquetada y servida para minimizar su apariencia de seres vivos: sin ojos, caras o colas, y la porción de mercado de estos productos ha aumentado en décadas recientes. Sin embargo, la carne en muchas otras culturas es vendida con estas partes corporales.
Algunos autores han indicado que el uso de palabras no animales, con eufemismos como «solomillo» o «hamburguesa», puede reducir la preponderancia de los orígenes animales de la carne y entonces reducir la percepción del consumo de animales. Similarmente, los granjeros y los cazadores usan términos como «carnear» y «procesar» más que «asesinar» o «despellejar y desollar», una elección que puede ser interpretada como una forma de proveer distancia psicológica y facilitar el usufructo de animales.
La importancia de los procesos de disociación fue apoyada por un estudio noruego en 2016 que en una serie de experimentos, directamente probó los efectos de hacer a los animales vivos más prominentes.
Además de la disociación, las personas que no se sienten bien en cuanto a la paradoja de la carne simplemente evitan confrontar el asunto. Los mecanismos de socialización cultural pueden también disuadir a la gente de pensar que sus elecciones de comida sean dañinas. Por ejemplo, los libros para infantes y los anuncios publicitarios de carne usualmente pintan a los animales de granja teniendo vidas felices o incluso hasta deseando ser comidos. Categorizar a los animales como mascotas, pestes, depredadores y «para comer» puede ayudar a evitar la disociación asociada con el tratamiento diferencial hacia distintas especies.

### Actitudes pro-carne

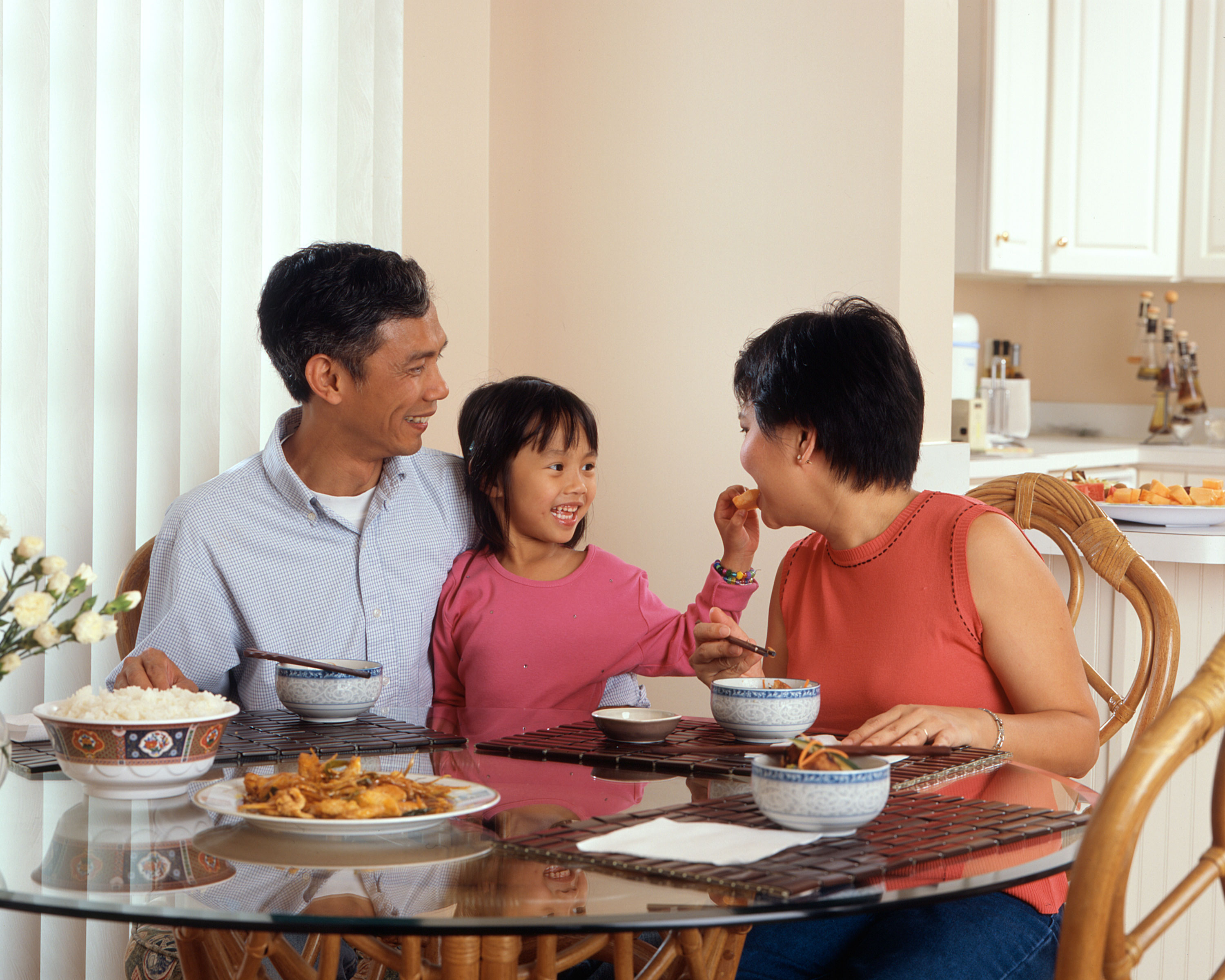
Los factores afectivos, tal como los recuerdos positivos, influencian el consumo de carne.

Los conflictos éticos entre disfrutar de la carne y preocuparse por los animales puede hacerse menos problemático teniendo actitudes positivas hacia la carne. La gente que piensa que la carne es segura, nutritiva y sustentable tiende a experimentar menos ambivalencia en comerla. Las creencias religiosas y especiesistas que otorgan supremacía sobre los animales también pueden actuar como alivio y justificativo para comer carne.
Una serie de estudios publicados en 2015 consultó a consumidores de carne estadounidenses y australianos no graduados  a que «listen tres razones por las piensan que está bien comer carne». Más del 90 % de los participantes dijeron razones que los investigadores clasificaron entre las «cuatro enes»:
- Apelación a la evolución humana o al carnivorismo en la naturaleza («natural»)
- Apelación a normas sociales o históricas («sencillamente no cambiara por ser lo habitual»)
- Apelación a necesidades nutricionales o ambientales («necesaria»)
- Apelación al sabor de la carne («nice», «agradable» en inglés)

Quienes investigaron encontraron que estas justificaciones fueron efectivas en reducir la tensión moral asociada con la paradoja de la carne.

## Características de personalidad
Estudios de psicología de los rasgos de personalidad han sugerido que los valores y las actitudes de los individuos afectan la frecuencia y la comodidad con la que comen carne.
En varios estudios se ha descubierto que las personas que más valoran el poder comen más carne, mientras que quienes prefirieron valores autotrascendentales tienden a comer menos. Particularmente, los estudios han descubierto que el rasgo de personalidad de la apertura a la experiencia tiene una correlación negativa con el consumo de carne, y que los vegetarianos y los pescetarianos tienen personalidades más abiertas.
Otro estudio indicó que el consumo de carne está correlacionado con el apoyo de los valores jerárquicos y de desigualdad. Aquellas personas con una orientación de dominación social, quienes apoyan la desigualdad y las estructuras jerárquicas más fuertemente, comen más carne según algunos estudios; se ha sugerido que esto es consistente con su preferencia por que ciertos grupos dominen a otros (en este caso, que los humanos dominen a los animales). Además, según otros estudios la gente que se autoidentifica como muy comedora de carne tiene mayores tendencias al autoritarismo  y la dominación social. Dhont & Hodson (2014) sugirieron que esto subconscientemente indica su aceptación de la tradición cultural y su rechazo a movimientos inconformistas de derechos de los animales. Otra investigación sugiere que los omnívoros puntúan más alto en los rasgos de la tríada oscura (aunque no a niveles patológicos) en comparación con los vegetarianos, aunque las correlaciones son bajas y también limitadas debido al bajo número de personas vegetarianas y veganas que hay, y también puede ser en gran medida producto de las diferencias de género en el consumo de carne (ya que los varones puntúan más alto en los rasgos de la tríada oscura y también son más proclives a comer carne; al controlar el género tiende a reducir las correlaciones a niveles estadísticamente insignificantes).
Muchas de estas características de personalidad han demostrado relacionarse con la desconexión moral en el consumo de carne. En partículas los individuos con niveles más altos de desconexión moral también tienden a mostrar valores más bajos de empatía general, experimentan menos reacciones emocionales autoevaluativas (como la culpa y la vergüenza) al evaluar el impacto del consumo de carne, adhieren a la discriminación basada en grupos dentro de los humanos (orientación a la dominación social) y muestran motivos de poder de dominación y apoyo a la jerarquía de los humanos sobre otras especies (especismo, creencia en la supremacía humana). Además tienden a mostrar una propensión más alta general a la desconexión moral, le atribuyen menos importancia a los rasgos morales de cómo se ven a sí mismos (identidad moral) y comen carne más seguido.
Un estudio detallado de características de personalidad y dieta en estadounidenses caracterizó las autodescripciones de los consumidores de mucha carne como «pragmáticos» y «orientados a los negocios y a la acción», tras corregir las diferencias de género.
La idea de «somos lo que comemos», relacionada con supersticiones sobre la magia simpática y común en muchas culturas, puede crear la percepción de que comer carne confiere atributos de personalidad tipo animal.
La personalidad se correlaciona tanto con comer carne como con evitarla, y también puede variar entre culturas. Por ejemplo, en la India, los vegetarianos, en comparación con los omnívoros, valoran más a su grupo interno y expresan mayor respeto por la autoridad. Es más probable que estén motivados por la contaminación, la pureza y la tradición. Esto contrasta con los Estados Unidos, donde los vegetarianos están motivados a evitar comer carne por el universalismo y la preocupación por el bienestar de los animales.

## Masculinidad

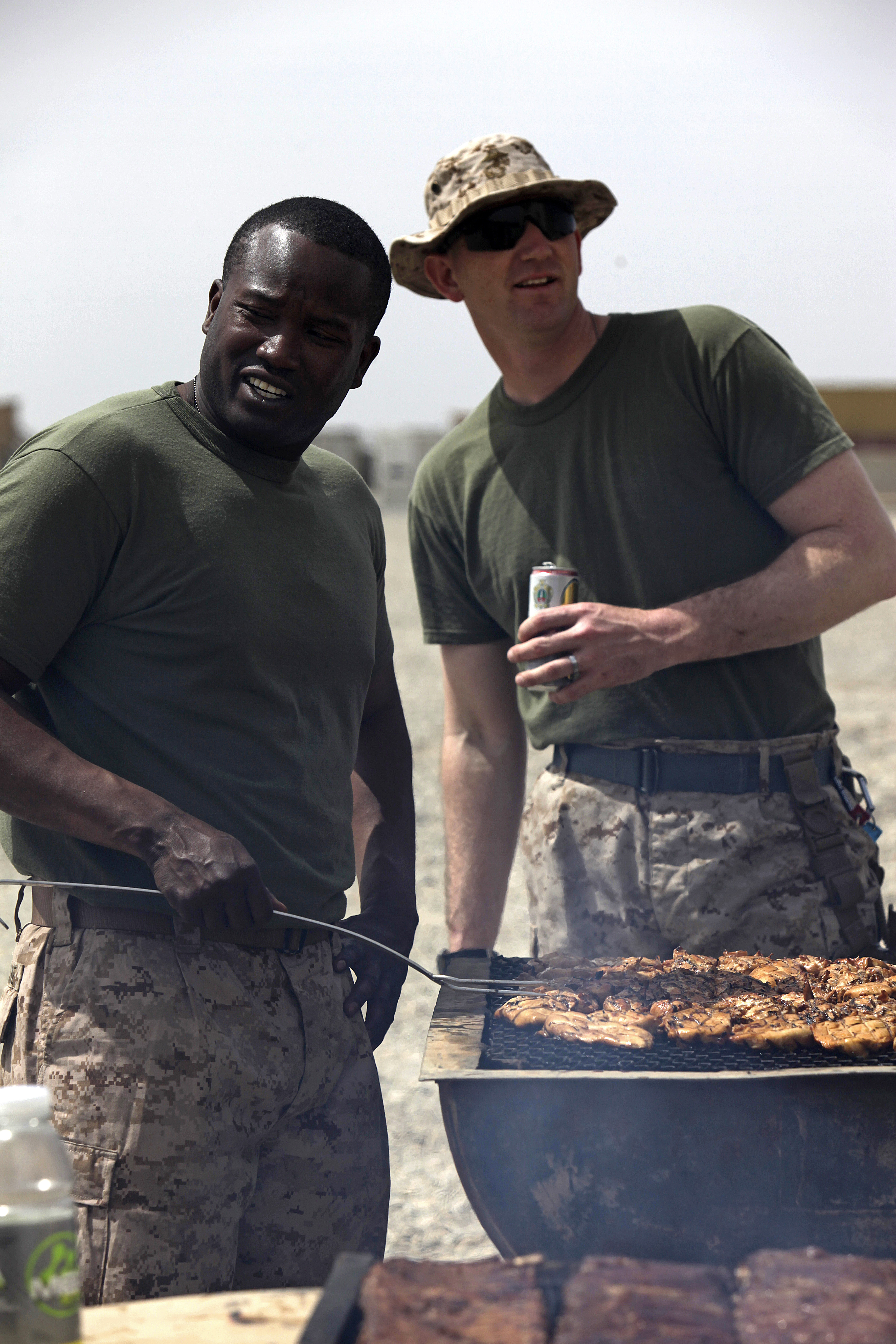
Los asados están conectados con concepciones de masculinidad en las tradiciones occidentales.

En los años recientes, una cantidad considerable de estudios sobre psicología social han investigado la relevancia del consumo de carne para las percepciones de masculinidad.
Los participantes en una serie de estudios de 2012 calificaron a los músculos de mamíferos tales como filetes y hamburguesas como más «masculinas» que otras comidas y respondieron más rápidamente a un test de asociación implícita en el que las palabras de carne se emparejaban más con nombres típicamente masculinos que con nombres femeninos. En otro estudio, las percepciones de masculinidad entre una muestra de no-graduados estadounidenses fue asociada positivamente con el consumo de carne de vaca y negativamente asociado al vegetarianismo. En 2011 un estudio canadiense halló que tanto omnívoros como vegetarianos perciben a los vegetarianos como menos masculinos.
Las asociaciones culturales entre la carne y la masculinidad se reflejan por las actitudes y elecciones de los individuos. En las sociedades occidentales, las mujeres comen significativamente menos carne que los varones en promedio y es más probable que sean vegetarianas. Las mujeres también son más propensas a adoptar dietas sin carne por razones de bienestar animal. Una investigación de 2016 halló que los varones alemanes comen más carne que las mujeres, asociando la discrepancia al descubrimiento que la carne en la cultura occidental tiene conexiones simbólicas con la fuerza y el poder, que están asociados a roles de género tradicionalmente masculinos.
Otros estudios además examinaron el comer carne en el contexto de intentos de administrar las impresiones de los otros de quien come; halló que aquellos varones cuya masculinidad había sido desafiada eligen más comer pizza que pizza de vegetales. Estos resultados indican que para las elecciones dietarias es posible influenciar las percepciones masculinidad o feminidad de quienes comen, con la carne fuertemente asociada a la masculinidad percibida. Se ha indicado que el consumo de carne hace sentir a los varones más masculinos, pero no queda claro por qué y si es afectado por el contexto social.

## Moralidad
En el curso de la evolución humana, las presiones asociadas con obtener carne requería a los primeros homínidos a cooperar en la caza y la distribución posterior. En un estudio de 2003, el psicólogo Matteo Mameli propuso que estas presiones crearon los principios básicos de los juicios morales humanos: puesto simplemente, arguyó, «la carne nos hizo morales».
Varios estudios encontraron que tanto omnívoros como vegetarianos tienden a considerar a los vegetarianos levemente más morales y virtuosos que a los omnívoros. A menudo se citan principios éticos entre las razones para parar de comer carne. Algunas evidencias sugieren que los comedores de carne pueden considerar al vegetarianismo como un reproche moral implícito, y responden defensivamente a las ideas vegetarianas.
Un estudio de 2015 halló que los omnívoros belgas, los semi-vegetarianos (flexitarianos), y los vegetarianos tienen fundamentalmente perspectivas morales distintas en cuanto al bienestar animal. Sin embargo, se halló que los tres grupos hacen donaciones por igual a causas de caridad con enfoque en humanos.
Otro estudio ha mostrado cómo la desconexión moral opera en la desactivación de los procesos morales autorregulatorios cuando se considera el impacto del consumo de carne. En particular, un estudio de 2016 ofreció una interpretación de desconexión moral como un proceso de razonamiento motivado, desencadenado por aversión a la pérdida y evitación de disonancia.
Las perspectivas morales pueden tener una influencia fuerte en el consumo de carne, pero no son uniformes entre las distintas culturas. En Occidente, las elecciones sobre comer carne están asociadas a las preocupaciones morales sobre el bienestar animal. En contraste, la psicología de dieta en culturas no occidentales ha sido estudiada pobremente, incluso aunque existen variaciones importante de región a región; por ejemplo, aproximadamente un tercio de los indios son vegetarianos. La investigación ha indicado que, en relación a los vegetarianos occidentales, los vegetarianos indios son más propensos a tener los valores morales de pureza, autoridad legítima y respeto por los grupos de pertenencia y la tradición.

#### Artículos de revisión
- Leroy, Frédéric; Praet, Istvan (1 de septiembre de 2015). «Meat traditions. The co-evolution of humans and meat» [Tradiciones de carne. La coevolución de los humanos y la carne]. Appetite (en inglés) 90: 200-211. ISSN 0195-6663. PMID 25794684. S2CID 23769488. doi:10.1016/j.appet.2015.03.014. Consultado el 16 de septiembre de 2021.
- Vartanian, Lenny R. (1 de marzo de 2015). «Impression management and food intake. Current directions in research» [Gestión de la impresión y el consumo de alimentos. Líneas de investigación actuales]. Appetite. Social Influences on Eating (en inglés) 86: 74-80. ISSN 0195-6663. PMID 25149198. doi:10.1016/j.appet.2014.08.021. Consultado el 4 de noviembre de 2021.

- Datos: Q25220772